# Лілійник жовтий
Лілійник жовтий (лат. Hemerocállis lílioasphodélus) — багаторічна трав'яниста рослина роду лілійник, родини лілійникові (Hemerocallidaceae).

## Ботанічний опис
Листя лінійне, до 75 см завдовжки.
У кожному суцвітті від 3 до 9 квіток.
Квітки великі, забарвлення від золотисто-жовтого до темно-бордового; стовпчик ниткоподібний, довше тичинок, рильце головчасте.

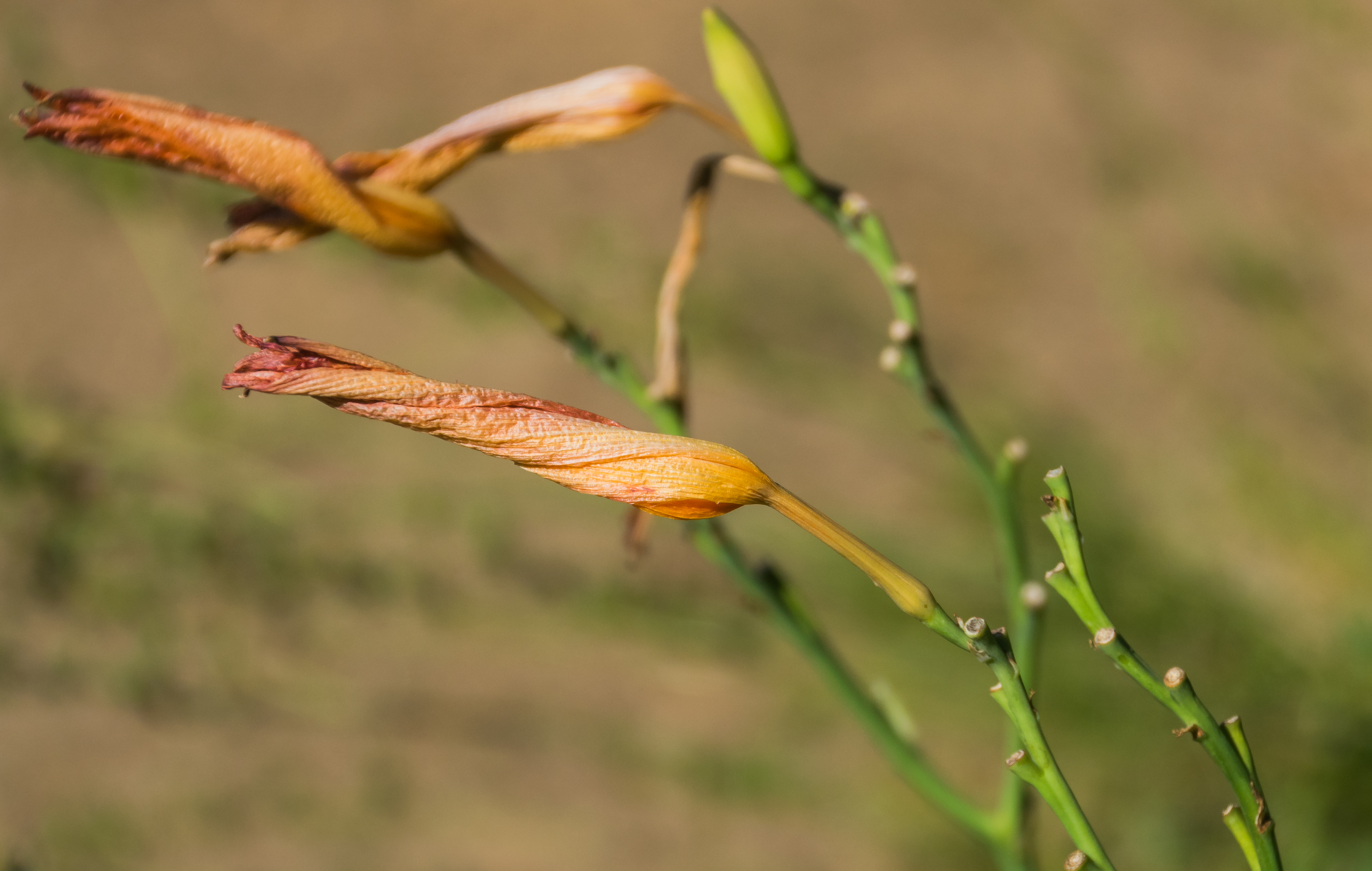
Плід Лілійника жовтого

Плід — м'ясисто-шкіряста, зморшкувата коробочка, з трьома тупими ребрами. Насіння блискуче-чорне.

## Поширення
Лілійник жовтий росте у південній Європі та в зоні помірного клімату в Азії. 

## Значення
Декоративна рослина. 